# Carlos Escudero
Carlos Alberto Escudero Lavado (* 11. Januar 1989 in Quillota) ist ein ehemaliger chilenischer Fußballspieler auf der Position des Mittelfeldspielers.

## Karriere
Carlos Escudero begann seine Karriere 2005 bei Deportivo Ñublense. Danach spielte der Mittelfeldspieler zwei Jahre bei Deportes Copiapó und ein Jahr bei Deportes Concepción. 2009 wechselte Escudero zu San Luis de Quillota und gewann mit dem Klub die Primera-B-Meisterschaft der Clausura 2009. 2010 zog es den Mittelfeldspieler zu Deportes Antofagasta, mit dem er 2011 die Meisterschaft der Primera B gewann.

## Erfolge
San Luis
- Primera B: 2009-C

Antofagasta
- Primera B: 2011